# Сверхгалактика
Сверхгалактика, или «галактика галактик» (англ. supergalaxy) — гипотетический крупномасштабный астрономический объект, охват которого примерно соответствует ныне понимаемому местному сверхскоплению галактик. Гипотеза сверхгалактики была выдвинута в середине XX века[уточнить] французским астрофизиком Жераром де Вокулером. Существование удерживаемых гравитацией (и вообще какими-либо силами) объектов такого размера современная физическая космология полагает неправдоподобным, прежде всего из-за разбегания галактик.

## Контекст
Гипотезы о существовании сверхгалактик выдвигались во времена, когда физическая космология плохо понималась и имела слабую поддержку наблюдательными данными. Имели хождение различные идеи, отрицающие космологическое расширение (разбегание галактик), а также те, что ныне называется «фрактальной космологией». Последняя постулирует существование увеличивающихся до бесконечности астрономических структур. В таких условиях было логично предположить существование уплощённого, вращающегося гравитационно связанного объекта, устроенного приблизительно по тому же принципу, что планетные системы и галактики, состоящего из галактик.

## Описание
Предполагалось, что сверхгалактика представляет собой гигантскую чечевицу диаметром около 100 миллионов световых лет, а центр Сверхгалактики находится в направлении созвездия Девы, примерно в том месте где находится скопление Девы (массивное скопление галактик).
Период обращения Млечного Пути вокруг центра Сверхгалактики предполагался в районе 100 миллиардов лет.
Масса сверхгалактики предполагалась в районе одного квадриллиона (1015) масс Солнца.